# Nilpotență
Problema 1
Fie matricea A {\displaystyle \in {\mathcal {M}}_{n}(\mathbb {C} )} . Să se arate că  {\displaystyle A}  este nilpotență  dacă  și numai dacă {\displaystyle {\rm {tr}}\,(A^{k})=0} , oricare ar fi {\displaystyle k>0} natural. 
Sunt cunoscute relațiile: 
{\displaystyle {\rm {tr}}\ (A^{k})=\lambda _{1}^{k}+\lambda _{2}^{k}+...+\lambda _{n}^{k},\ \forall k\in \mathbb {N} ^{*},\ \ (\star )}
unde {\displaystyle \lambda _{i},\ i=1,...,n}, sunt valorile proprii ale matricii {\displaystyle A}.
Presupunem acum că  {\displaystyle A} este nilpotență, adică  există  {\displaystyle p\in \mathbb {N} ^{*}} astfel încât {\displaystyle A^{p}=0}. Fie {\displaystyle \lambda } o valoare proprie asociată  matricii {\displaystyle A}  și {\displaystyle X\in {\mathcal {M}}_{n,1}(\mathbb {R} )} un vector propriu nenul corespunzător valorii proprii {\displaystyle \lambda }. Atunci avem {\displaystyle AX=\lambda X} (1).
Presupunem {\displaystyle \lambda \neq 0}. Deoarece {\displaystyle A^{p}X=0\cdot X=0}, mulțimea {\displaystyle W=\{q\in \mathbb {N} *:A^{q}X=0\}} este nevidă și din proprietatea de bună  ordonare a lui {\displaystyle \mathbb {N} } rezultă faptul că  {\displaystyle W} are un cel mai mic element, {\displaystyle w}. Dacă  acesta este diferit de 1, atunci prin înmulțirea relației (1) cu {\displaystyle A^{w-1}} obținem {\displaystyle A^{w}X=\lambda A^{w-1}X}, de unde datorită faptului că  {\displaystyle A^{w}=0} și {\displaystyle \lambda \neq 0} rezultă că {\displaystyle A^{w-1}X=0}, ceea ce este o contradicție cu minimalitatea lui {\displaystyle w}. Prin urmare {\displaystyle w=1} și {\displaystyle AX=0}. Folosind relația (1) avem  și {\displaystyle \lambda X=0}, ceea ce este o contradicție cu faptul că {\displaystyle \lambda \neq 0} și {\displaystyle X\neq 0}. Deci presupunerea făcută este falsă și {\displaystyle \lambda =0}.
Deoarece {\displaystyle \lambda } a fost o valoare proprie aleasă arbitrar, orice valoare proprie a lui {\displaystyle A} este 0. Din relațiile (\star)</math> rezultă că {\displaystyle {\rm {tr}}\ (A^{k})=\sum _{i=1}^{n}\lambda _{i}^{k}=0,\ \forall k\in \mathbb {N} ^{*}.}
Reciproc, presupunem că {\displaystyle {\rm {tr}}(A^{k})=0,\ \forall k\in \mathbb {N} ^{*}}. Folosim identitățile lui Newton:
{\displaystyle (-1)^{m}\sum \limits _{1\leq i_{1}<...<i_{m}\leq n}x_{i_{1}}x_{i_{2}}...x_{i_{m}}+\sum \limits _{k=1}^{m}\left((-1)^{k+m}\left(\sum \limits _{i=1}^{n}x_{i}^{k}\right)\sum \limits _{1\leq i_{1}<...<i_{m-k}\leq n}x_{i_{1}}...x_{i_{m-k}}\right)=0,} pentru orice {\displaystyle m\leq n} și oricare {\displaystyle n} numere complexe {\displaystyle x_{1},...,x_{n}}. În particular, dacă  {\displaystyle x_{i}=\lambda _{i},\ \forall i=1..n}, atunci, din relațiile {\displaystyle (\star )} și presupunerea făcută rezultă că {\displaystyle \displaystyle \sum _{i=1}^{n}x_{i}^{k}=0,\ \forall k\in \mathbb {N} ^{*}}. Dacă înlocuim {\displaystyle x_{i}} în formulele lui Newton pentru {\displaystyle m=1,2,...,n} obținem:
{\displaystyle \sum _{i=1}^{n}x_{i}=0,\ \sum _{1\leq i<j\leq n}x_{i}x_{j}=0,...,\ x_{1}x_{2}...x_{n}=0,}
adică coeficienții polinomului {\displaystyle p_{A}(x)=(x-x_{1})(x-x_{2})...(x-x_{n})}, polinomul caracteristic al lui {\displaystyle A}, sunt 0, în afară de coeficientul dominant. Prin urmare {\displaystyle p_{A}(x)=x^{n}}. Teorema Cayley-Hamilton spune că {\displaystyle p_{A}(A)=0}, adică {\displaystyle A^{n}=0}. Prin urmare {\displaystyle A} este o matrice nilpotență.